# IC 423
IC 423 ist ein Emissionsnebel im Sternbild Orion am Himmelsäquator. Das Objekt wurde am 27. Juni 1888 von der US-amerikanischen Astronomin Williamina Fleming entdeckt.